# Gnophos sartata
Gnophos sartata är en fjärilsart som beskrevs av Treitschke 1827. Gnophos sartata ingår i släktet Gnophos och familjen mätare. Inga underarter finns listade i Catalogue of Life.